# Catocala puerpera
Catocala puerpera — вид метеликів з родини еребід (Erebidae).

## Поширення
Вид поширений в Південній Європі, Північній Африці, Малій Азії, Тибеті, Алтайському краї, на заході Китаю.

## Спосіб життя
Метелики літають з травня по червень. Гусениці харчуються листям різних видів тополі або верби. Вони розвиваються з травня по серпень. Зимує на стадії яйця.

## Підвиди
- Catocala puerpera puerpera
- Catocala puerpera rosea Austaut, 1884 (Алжир)
- Catocala puerpera pallida Alphéraky, 1887 (Середня Азія)
- Catocala puerpera syriaca Schultz, 1909 (Ізраїль)